# Amado Carrillo

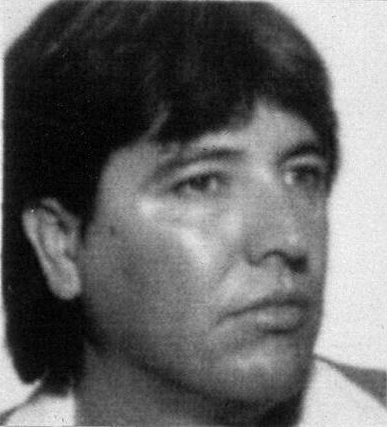
Amado Carrillo Fuentes

Amado Carrillo Fuentes (Navolato, Sinaloa; 17 de diciembre de 1954-Ciudad de México; 5 de julio de 1997), más conocido como El Señor de los Cielos por la flota de aeronaves con las que contaba —entre las que había varios Boeing 727 que utilizaba para transportar droga y tener una fortuna de miles de millones de dólares—, fue un narcotraficante mexicano que se hizo líder del Cártel de Juárez después de que Miguel Ángel Félix Gallardo fuera arrestado. Socio de Pablo Escobar El Capo, Carrillo usaba su flota de aeronaves Boeing 727 para transportar droga. Falleció en un hospital de la Ciudad de México tras someterse a una extensa cirugía plástica para cambiar su apariencia. En sus últimos días fue extensamente buscado por las autoridades de México, Colombia, Estados Unidos y hasta Argentina.

## Cártel de Juárez
Antes de la muerte del famoso narcotraficante colombiano Pablo Emilio Escobar Gaviria, Amado Carrillo controlaba el Cártel de Juárez. Escobar producía la cocaína y Amado Carrillo la compraba y distribuía en toda América del Norte. Fue conocido como El Rey del Oro Blanco, y durante su tiempo como jefe supremo, el Cártel de Juárez fue el más poderoso entre los cuatro cárteles que operaban entonces en México: el de Juárez, el del Golfo, el de Sinaloa y el de Tijuana.
Tras la muerte de Pablo Escobar, jefe supremo del Cártel de Medellín, , El Señor de los Cielos a diferencia de Pablo Escobar, era muy discreto, pues aprendió, viendo la vida de Escobar, que no era nada bueno aparecer en las noticias. Durante el tiempo que dominó el “Negocio”, muy pocos periodistas se atrevieron a escribir algo sobre él. Según la DEA, el Cártel de Juárez, ganaba de 200 a 300 millones de dólares por semana, y el 1 % de ese dinero era para sobornos.
Dos meses antes de que Amado Carrillo falleciera, había perdido a su principal operador, el general José de Jesús Gutiérrez Rebollo; este militar tenía una fama de inquebrantable, duro y contundente, y tras dirigir muchas detenciones de traficantes minoristas, fue nombrado máximo responsable de la lucha contra la droga en México. Estados Unidos apoyó al militar, pero unos meses después se descubrió que estaba en contubernio con Carrillo.
Bajo el mandato de Rebollo, que durante mucho tiempo fue protegido de la DEA, y con el apoyo de Carrillo, México fue sustituyendo poco a poco a los cárteles colombianos en la provisión de la cocaína a los Estados Unidos. Entretanto la corrupción política y social fue profundizándose en todos los ámbitos, incluso entre los sectores militares nacionalistas y más reticentes a las alianzas con los norteamericanos. Las increíbles ventajas geopolíticas conseguidas por Estados Unidos al conocerse el escándalo del "narcogeneral" Rebollo inclinan a pensar que hubo una importante participación de la DEA y la CIA en todo el proceso.

## Huida a Chile
Tras la caída del comandante militar José de Jesús Gutiérrez Rebollo, el gobierno de Estados Unidos presionó a México para que detuviera a Carrillo. La DEA ofreció una recompensa, y Amado Carrillo huyó hacia Chile, donde ingresó con el nombre falso de Jorge Torres o Jorge Venegas. La foto del pasaporte era verdadera, pero nadie la relacionaba con el personaje gracias al cuidado con que el narcotraficante ocultaba su identidad, con la cual en ese tiempo que estuvo en Chile compró parcelas de agrado en la comuna de La Calera. Se dice que tuvo tres hijos en Chile, con distintas mujeres. Hoy en día, solamente se sabe de una hija llamada Carolina. Desde Chile viaja a Buenos Aires y luego a Montevideo, en donde crea una entrada para ingresar drogas sintéticas importadas de Europa y distribuirlas por todo el continente. Este tráfico continúa activo hasta el día de hoy y es verificable por los pequeños decomisos que hace la policía de Uruguay cada tanto tiempo.
En Chile busca invertir, donde es asesorado por el abogado Héctor Novoa Vázquez, hermano de Jovino Novoa Vásquez, quien luego de aquello fue sometido a proceso por estos nexos con el cártel de Juárez. Hizo lavado de dinero en el Banco Central de esa época con un monto de más de US$1 000 000.

## Muerte
En 1997, Amado Carrillo viajó a México para someterse a una cirugía estética que finalmente no se pudo concretar, por lo que se seleccionó a un grupo de cirujanos plásticos liderados por el doctor Miguel Ángel Orozco, quienes lo operaron en un hospital privado de México.
Carrillo fue intervenido quirúrgicamente durante más de ocho horas, pero en las primeras horas del 5 de julio despertó con dolores y le aplicaron un sedante, Dormicum (sustancia: Midazolam), lo que supuestamente le provocó la muerte. Dejó a 28 hijos reconocidos y un sinfín de mujeres viudas. Se cree que la muerte de Amado Carrillo no fue accidente sino que estuvo planeada por integrantes de otro cártel. La policía tiene fundadas sospechas de que pudo ser un asesinato. Así como también hay sospechas de que sigue vivo. Los doctores encargados de operar a Amado Carrillo fueron asesinados cuatro meses después.
El Cártel de Ciudad Juárez, la mayor organización criminal de América, quedó dirigida por un consejo formado por dos de los hermanos de Amado Carrillo, Vicente Carrillo Fuentes el Viceroy y Rodolfo Carrillo Fuentes el Niño de Oro. El compadre de El Señor de los Cielos, Ismael «el Mayo» Zambada, y Joaquín Guzmán Loera «el Chapo Guzmán» acordaron llamarle «la alianza Triángulo de Oro». Durante una larga temporada, el negocio funcionó en forma estable, hasta que Joaquín Guzmán Loera, el Chapo Guzmán, se niega a pagar el impuesto que exige el Cártel de Juárez por utilizar la plaza para el trasiego de droga hacia Estados Unidos. En 2004, el Chapo Guzmán, en el marco de la disputa, ordena asesinar a Rodolfo Carrillo Fuentes, el Niño de Oro, ese mismo año. Los Carrillo Fuentes en venganza matan a Arturo Guzmán, el Pollo, hermano de el Chapo Guzmán, en el penal de La Palma, lo que puso fin a la alianza.
Cipriano Carrillo Fuentes, a mediados de los ochenta, fue el primero de los seis hermanos que pierde la vida por arma de fuego en circunstancias oscuras.
En octubre de 2008, el cuerpo de José Cruz Carrillo Fuentes se encuentra calcinado y sus restos son robados del Servicio Médico Forense (SEMEFO) por un comando armado.
En 2013, es arrestado Alberto Carrillo Fuentes, por la Policía Federal en Bucerías, municipio de Bahía de Banderas, Nayarit.
En 2014, es arrestado Vicente Carrillo Fuentes, el Viceroy, en un operativo de la Policía Federal y el Ejército en Torreón, Coahuila.
Su hijo, Vicente Carrillo Leyva, alias el Ingeniero, fue detenido por la policía el 1 de abril de 2009 en su casa de Las Lomas de Chapultepec en la Ciudad de México. Desde entonces, fue sujeto a seis procesos penales, pero al final fue absuelto de cuatro de estos casos. En el Penal Federal de Occidente, en Jalisco, el Ingeniero terminó de purgar la última pena de siete años y seis meses de prisión que se le impuso por el delito de lavado de dinero, obteniendo nuevamente su libertad el 12 de junio de 2018.
Vicente Carrillo Leyva, alias el Ingeniero, fue ubicado por las autoridades en la Ciudad de México con una identificación falsa, pero por no contar con una orden de aprehensión en su contra lo dejaron ir. El secretario de Seguridad Pública de la Ciudad de México, Raymundo Collins, explicó que el 23 de agosto de 2018 fue detenido por policías en un retén en la Colonia Polanco. Iba circulando en una camioneta con vidrios polarizados en compañía de su chofer y se identificó como Andrés Favela Vega, pero a los oficiales del punto de revisión «se les hacía conocido». Sin embargo, los policías consultaron en las diversas instancias y señalaron que no contaba con una orden de aprehensión, por lo que fue liberado. Se especuló que le fue entregado a los oficiales un maletín con dinero.

### Polémica sobre su muerte
Mucho se ha especulado sobre si realmente Carrillo falleció en el hospital donde se aseguró que sucedieron los hechos. Se habla sobre un supuesto plan en el que se fingiría la muerte del capo dándole así total libertad de movimientos. Aunque nada se ha comprobado, el misterio que rodea la historia de el Señor de los Cielos sigue siendo motivo de debate, dando lugar a documentales, libros, series, etcétera, sobre la vida del capo.
También hay muchas especulaciones de vista pero como dicho anteriormente, no hay nada que afirme su completa veracidad.

## Amado Carrillo en la cultura popular
- En 1997 el cineasta mexicano Javier Montaño dirigió el largometraje El señor de los cielos, sobre la vida de Amado Carrillo.[7]
- En 2010 se lanzó la segunda temporada de la serie colombiana El cártel, teniendo como personaje a Juan B. Guillén “El Piloto”, interpretado por el actor mexicano Esteban Franco, basándose en su rivalidad y enemistad con Miguel Ángel Félix Gallardo y sus negocios con Wilber Varela “Jabón”.
- En 2011, el dramaturgo argentino Rubén Pires realiza la obra Hamlet, el señor de los cielos, cruce de la obra de William Shakespeare con la historia de la muerte de Amado Carrillo y su sucesión en el cártel.[8]
- Desde 2013, la cadena Telemundo creó la serie de televisión El señor de los cielos, basada en su vida y protagonizada por Rafael Amaya.
- El cantautor español Ismael Serrano le referencia en su canción "Plaza Garibaldi".
- Desde 2014, el cantautor Ariel Camacho saca una canción explicando gran parte de la vida de Amado Carrillo llamada El señor de los cielos.[9]
- En 2017, aparece referenciado con el nombre de Edgar “El señor de los aires” en la serie colombiana Alias J.J., producida por Caracol Televisión en conjunto con Netflix.
- El cantante de corridos conocido como Gerardo Ortiz compuso junto a la banda T3r Elemento una canción conocida como Aerolínea Carrillo en la cual expresan de manera amplia y concreta sus lazos con el capo colombiano Pablo Escobar y cómo infiltraba la droga a Estados Unidos por medio de sus Boeing 727.
- En 2017, es uno de los personajes principales de la serie de Netflix y Univision El Chapo, sobre la vida de Joaquín Guzmán Loera, representado por el actor Rodrigo Abed.
- En 2018 es un personaje recurrente en las series Narcos y Narcos: México de Netflix, representado por José María Yazpik.
- Fue mencionado en la canción " El señor de los cielos", interpretada por el cantante de regional mexicano Ariel Camacho, composición que relata la vida del capo mexicano.